# Echinops amplexicaulis
Echinops amplexicaulis là một loài thực vật có hoa trong họ Cúc. Loài này được Oliv. mô tả khoa học đầu tiên năm 1873.